# 聖馬利亞座堂 (利默里克)

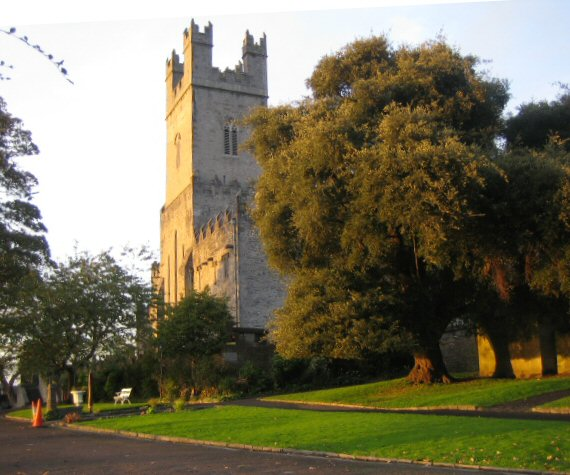

聖馬利亞座堂（英語：St Mary's Cathedral）是愛爾蘭共和國利默里克的一座愛爾蘭教會教堂，也稱利默里克座堂。教堂始建於1168年，是利默里克仍在使用的建築中歷史最久的一座。
52°40′06″N 8°37′24″W / 52.66833°N 8.62333°W